# OMX Iceland 15
OMX Iceland 15 — ключевой фондовый индекс Исландии. Должен состоять из 15 компаний, чьи акции торгуются на Исландской фондовой бирже. Однако на июнь 2016 года включает в себя только 8 компаний. Индекс начал рассчитываться 31 декабря 1997 года на уровне 1000 пунктов.

## Компоненты индекса
По состоянию на 12 сентября 2016 года в индекс входят следующие компании:
| Компания              | Сектор                     | Код    | Вес в индексе (%) |
| --------------------- | -------------------------- | ------ | ----------------- |
| Eimskipafélag Íslands | логистика                  | EIM    |                   |
| Hagar                 | розничная торговля         | HAGA   |                   |
| HB Grandi             | рыболовство                | GRND   |                   |
| N1                    | горюче-смазочные материалы | N1     |                   |
| Reitir fasteignafélag | недвижимость               | REITIR |                   |
| Síminn                | телекоммуникации           | SIMINN |                   |
| Icelandair Group      | авиаперевозки              | ICEAIR |                   |
| Marel Food Systems    | промышленное оборудование  | MARL   |                   |